# Мирослав Миловановић
Мирослав Миловановић (Бијељина, 11. јуни 1975) босанскохерцеговачки је политичар и ветеринар етничке припадности Срби. Садашњи је директор Вода Српске и функционер Савеза независних социјалдемократа (СНСД). Бивши је министар пољопривреде, шумарства и водопривреде Републике Српске и посланик у Представничком дому Парламентарне скупштине Босне и Херцеговине.

## Биографија
Рођен је у Бијељини 1975. године. Син је Раде Миловановића (ветеринара) и Велинке Миловановић (наставнице математике и физике). У Бијељини је завршио основну школу и Математичку Гимназију Филип Вишњић, а након тога Ветеринарски факултет Универзитета у Београду, Одсјек хигијена и технологија намирница анималног поријекла. Има млађу сестру која је такође ветеринар. У Великој Обарској је, по завршетку студија, радио у породичном предузећу Nutritio д. о. о. (Нутрицио).
Учесник је Рата у БиХ од јуна 1994. године па све до потписивања Дејтонског мировног споразума.

## Политичка каријера
На мјесто народног посланика у Народној скупштини Републике Српске је изабран 2010. године.
На положај министра пољопривреде, шумарства и водопривреде Републике Српске је изабран 29. децембра 2010. године — гдје остаје до 27. фебруара 2013. након прихватања оставке Владе Александра Џомбића. По формирању нове Владе Републике Српске, 12. марта 2013, обавља функцију савјетника предсједника Владе Републике Српске мр Жељке Цвијановић.
Априла 2014. године предсједница Владе Републике Српске мр Цвијановић га именује за шефа њеног кабинета. На том мјесту остаје до новембра 2014. године.
Од новембра 2014. године обавља функцију посланика у Представничком дому Парламентарне скупштине Босне и Херцеговине.
Члан је Велико-кредитног одбора Инвестиционо-развојне банке Републике Српске (ИРБРС).
Од 19. фебруара 2011. налази се на челу Општинског одбора СНСД Бијељина, а 20. јула 2013. изабран је за предсједника Градског одбора СНСД Бијељина. Ту функцију обавља до 24. новембра 2014. а по окончању општих избора. Члан је Главног и Извршног одбора СНСД од 2011. године.

## Приватни живот
Миловановић је познат као велики заљубљеник у фудбал. Ватрени је навијач ФК Младости Велика Обарска. Од 2006. године обављао је функцију предсједника управног одбора клуба, а тренутно је предсједник скупштине клуба од јануара 2011. године.
Настањен је у Бијељини; ожењен, отац троје дјеце.